# 張耒
張 耒（ちょう らい、1054年 - 1114年）は、中国北宋の文人。字は文潜。本貫は亳州譙県。

## 生涯
楚州淮陰県に生まれる。遊学中に蘇轍に学び、その兄の蘇軾に認められてその門下となり、黄庭堅・秦観・晁補之とともに「蘇門四学士」と称された。神宗の熙寧6年（1073年）に進士に合格し、臨淮主簿・寿安県尉・咸平県丞を歴任。中央に推挙され太学博士となり、元祐元年（1086年）、哲宗時期に秘書省正字・著作佐郎に任命される。やがて著作郎と史館検討を兼任し、その8年後に起居舎人に抜擢された。紹聖元年（1094年）には龍図閣直学士・潤州知州だったが、新法・旧法の争い（党争）に巻き込まれ、旧法党として宣州知州・監黄州酒税に左遷された。徽宗が即位すると黄州通判となり、中央に復帰して太常少卿となり、潁州知州・汝州知州を歴任。崇寧元年（1102年）、またしても党争のために罷免され、陳州に隠退して多くの門人を指導し、宛丘先生と呼ばれた。

## 思想
排老論者であり、かつて「老子議」を発表して老子の説を批判したことがある。筆力は雄健であり、特に騒体の作に優れ、蘇軾・蘇轍にその才を称された。蘇軾・蘇轍兄弟や黄庭堅・晁補之が相次いで没した後には大家の名をほしいままにした。常に文を作るには理を以て主とすべきと唱え、明確な文章を目指した。晩年は白居易の平淡な楽府体に学んだ。

## 著作
- 『柯山集』
- 『宛丘先生文集』
- 『張右史文集』
- 『張文潜文集』